# Navais
Navais ist ein Ort und eine ehemalige Gemeinde im Norden Portugals.

## Geschichte
Als De Nabales ist der Ort im frühen 11. Jahrhundert erstmals in den bischöflichen Registern von Braga vermerkt. In den königlichen Erhebungen von 1220 und 1258 wird er als Sancti Salvatoris de Nabaes geführt. Bis Anfang des 16. Jahrhunderts war er als Nabais bekannt, um seither die heutige Bezeichnung zu tragen.
Die Gemeinde Navais gehörte bis 1386 zu Barcelos, seither ist es eine Gemeinde von Póvoa de Varzim.
Bis 1933 gehörte auch Aguçadoura zu Navais.
Mit der kommunalen Neuordnung 2013 wurden die Gemeinden Navais und Aguçadoura aufgelöst und zur neuen Gemeinde Aguçadoura e Navais zusammengeschlossen.

## Verwaltung

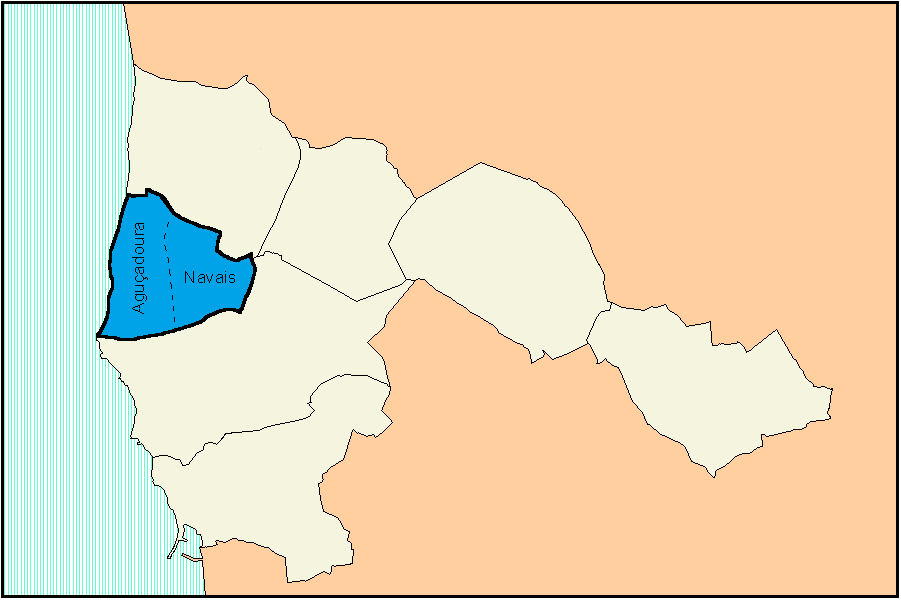
Lage der Gemeinde Navais im Kreis Póvoa de Varzim

Navais war eine Gemeinde (Freguesia) im Kreis (Concelho) von Póvoa de Varzim im Distrikt Porto. Die Gemeinde hatte eine Fläche von 3,6 km² und 1479 Einwohner (Stand 30. Juni 2011).
Folgende Ortschaften liegen im ehemaligen Gemeindegebiet:
| - Agra de Bouças - Burgada - Cabreira - Crasto - Espadelos | - Espinhal - Navais - Outeiro - Prelades - Sonhim |

Mit der Gebietsreform in Portugal am 29. September 2013 wurden die Gemeinden Navais und Aguçadoura zur neuen Gemeinde União das Freguesias de Aguçadoura e Navais zusammengeschlossen. Sitz der neuen Gemeinde wurde Aguçadoura, während die bisherige Gemeindeverwaltung in Navais als Bürgerbüro bestehen blieb.

## Söhne und Töchter der Gemeinde
- Manuel Zeferino (* 1960), Radrennfahrer, Gewinner der Portugal-Rundfahrt 1981